# Dan Levy (színművész)
Daniel Joseph Levy (Toronto, 1983. augusztus 9. –) négyszeres Primetime Emmy-díjas kanadai színész, forgatókönyvíró és producer.

## Élete és pályafutása
Pályafutását az MTV Canada műsorvezetőjeként kezdte. Nemzetközi hírnévre a Schitt's Creek (2015–2020) című szituációs komédiával tett szert. A sorozatot apjával, Eugene Levyval közösen alkotta meg és húgával, Sarah Levyval együtt szerepelt benne. Az utolsó évaddal színészként, rendezőként, producerként és íróként is Primetime Emmy-díjakat nyert, ezzel a díj történetében rekordot döntött.

## Magánélete
Andy Cohennel készült 2020-as interjújában elárulta, hogy meleg és szülei előtt már 18 éves korában felvállalta másságát.

## Filmográfia

### Film
| Év   | Magyar cím              | Eredeti cím                     | Szerep                         | Magyar hang     |
| ---- | ----------------------- | ------------------------------- | ------------------------------ | --------------- |
| 2011 | Kalandférgek karácsonya | A Very Harold & Kumar Christmas | riporter                       | Kapácsy Miklós  |
| 2012 |                         | Cyberstalker                    | Jack Dayton / ismeretlen férfi |                 |
| 2013 | Vizsga két személyre    | Admission                       | James                          | Molnár Levente  |
| 2014 |                         | Stage Fright                    | riporter                       |                 |
| 2017 |                         | Robot Bullies (rövidfilm)       | robot                          |                 |
| 2020 | Karácsonyi meglepi      | Happiest Season                 | John                           | Csőre Gábor     |
| 2023 | Kísértetkastély         | Haunted Mansion                 | Vic                            | Rada Bálint     |
| 2023 | Édes búcsú              | Good Grief                      | Marc Dreyfus                   | Szűcs Péter Pál |
| 2024 | Cukormáz nélkül         | Unfrosted                       | Andy Warhol                    |                 |

### Televízió
| Év        | Magyar cím              | Eredeti cím                        | Szerep             | Megjegyzések                                                     |
| --------- | ----------------------- | ---------------------------------- | ------------------ | ---------------------------------------------------------------- |
| 2006–2011 |                         | MTV Live                           | önmaga / házigazda |                                                                  |
| 2006–2010 |                         | The Hills: Live After Show         | önmaga / házigazda | forgatókönyvíró és producer                                      |
| 2009      |                         | Degrassi Goes Hollywood            | Robbie             | tévéfilm                                                         |
| 2010      |                         | Daniel Levy's Holi-Do's & Don'ts   | önmaga             | - különkiadás - forgatókönyvíró és producer                      |
| 2015      |                         | Canada's Smartest Person           | önmaga / zsűritag  | 1 epizód                                                         |
| 2015–2020 |                         | Schitt's Creek                     | David Rose         | - 80 epizód - társalkotó, forgatókönyvíró, - rendező és producer |
| 2017–2018 |                         | The Great Canadian Baking Show     | önmaga / házigazda | 16 epizód                                                        |
| 2018      | Modern család           | Modern Family                      | Jonah              | 1 epizód                                                         |
| 2019      |                         | The Kacey Musgraves Christmas Show | narrátor           | tévéfilm                                                         |
| 2020      |                         | Dishmantled                        | önmaga / zsűritag  | 1 epizód                                                         |
| 2020      | Tengerparti elit        | Coastal Elites                     | Mark Hesterman     | tévéfilm                                                         |
| 2021      | Saturday Night Live     | Saturday Night Live                | önmaga / házigazda | 1 epizód                                                         |
| 2021      | A Q-egység              | Q-Force                            | Chasten (hangja)   | 1 epizód                                                         |
| 2022      |                         | The Big Brunch                     | önmaga / házigazda | alkotó és vezető producer                                        |
| 2023      | Szexoktatás             | Sex Education                      | Mr. Molloy         | 4. évad                                                          |
| 2023      |                         | The Idol                           | Benjamin           | 1 epizód                                                         |
| 2024      | Félig üres              | Curb Your Enthusiasm               | Abe Zeckelman      | 1 epizód                                                         |
| 2024      | 75. Primetime Emmy-gála | 76th Primetime Emmy Awards         | önmaga (házigazda) | különkiadás                                                      |

## Fordítás
- Ez a szócikk részben vagy egészben  a   Dan Levy (Canadian actor) című angol Wikipédia-szócikk ezen változatának fordításán alapul.  Az eredeti cikk szerkesztőit annak laptörténete sorolja fel. Ez a jelzés csupán a megfogalmazás eredetét és a szerzői jogokat jelzi, nem szolgál a cikkben szereplő információk forrásmegjelöléseként.